# Сто лет одиночества (сериал)
«Сто лет одиночества» (исп. Cien años de soledad) — испаноязычный сериал Netflix по мотивам одноимённого романа Габриэля Гарсиа Маркеса. Главные роли в нём сыграли Клаудио Катаньо, Жеронимо Барон, Марко Гонзалез. Премьерный показ первого сезона состоялся 11 декабря 2024 года, в 2025 году началась работа над вторым и последним сезоном. Шоу получило высокие оценки критиков благодаря бережному отношению его авторов к литературному первоисточнику.

## Сюжет
Главные герои сериала — представители нескольких поколений семьи Буэндиа, которые живут в вымышленном колумбийском городе Макондо. В судьбе каждого из них по-своему проявляется тема одиночества.

## В ролях
- Марко Гонзалез — Хосе Аркадио Буэндиа (молодой)
- Диего Васкес — Хосе Аркадио Буэндиа
- Сусанна Моралес — Урсула Игуаран
- Эдгар Витторино — Хосе Аркадио
- Клаудио Катаньо — Аурелиано Буэндиа
- Жеронимо Барон — Аурелиано Буэндиа (в детстве)
- Эдуардо Де Лос Рейес — Аурелиано Буэндиа
- Морено Борха — Мелькиадес
- Вина Мачадо — Пилар Тернера
- Руджерро Паскарелли — Пьетро Креспи
- Леонардо Сото

## Создание и релиз
В марте 2019 года Netflix купил права на экранизацию романа Габриэля Гарсиа Маркеса «Сто лет одиночества». Изначально было известно, что сериал выйдет на испанском языке, что съёмки будут проходить в основном в Колумбии. Исполнительными продюсерами проекта стали сыновья писателя, Родриго Гарсиа и Гонсало Гарсиа Барча. Родриго Гарсиа в связи с этим сказал: «Десятилетиями наш отец отказывался продавать права на фильм по книге „Сто лет одиночества“, так как представлял это невозможным в условиях ограниченного времени художественного фильма или на любом другом языке помимо испанского. Однако именно сейчас, в золотой век сериалов, когда уровень сценарного и режиссёрского таланта так высок, а зрители во всем мире с удовольствием потребляют контент на иностранных языках, не найти лучше времени для сериальной адаптации, которую обеспечит Netflix». Гонсало Гарсиа Барча выразил уверенность в том, что Netflix сможет перенести на экраны магический реализм, характерный для первоисточника.
Сериал стал первой экранизацией романа. В октябре 2022 года официально началось производство, был опубликован первый тизер. На главные роли взяли колумбийских актёров: Урсулу Игуаран сыграла танцовщица Сюзана Моралес, молодого Хосе Аркадио Буэндиа — дебютант Марко Гонзалес. Съёмки проходили в Колумбии на 15 локациях, в них участвовали в общей сложности около 20 тысяч статистов. На экране появляются специально построенные четыре версии Макондо.
Сериал разделён на два сезона, по восемь серий в каждом. Первый из них появился на Netflix 11 декабря 2024 года, съёмки второго начались в феврале 2025 года.

## Оценки
Обозреватель «Фильм.ру» Константин Мышкин охарактеризовал сериал как «чинный и дотошный пересказ книжного первоисточника: с всамделишным бытом деревенской глубинки, семейными скитаниями и духом подступающей гражданской войны». Татьяна Алёшичева («Коммерсантъ») сочла, что авторы шоу, экранизируя роман максимально близко к тексту, «отчасти упускают его фантазийный дух». «Мыльной оперой, мытьем и катаньем, обыденностью чудес и монотонностью рождений новых героев сериал убаюкивает и даже гипнотизирует, следуя строго по тексту без глупостей — но и без особой киношной фантазии», — написала она в своей рецензии.
Денис Лукьянов («Газета.ру») констатировал, что авторы сериала смогли перенести на экран Маркеса «на все сто». При этом сериал, по мнению критика, может понравиться далеко не каждому: он «далёк от киноаттракциона Эйзенштейна, близок к чему-то в духе Тарковского, но на более массового зрителя».
По словам Василия Легейды («Форбс»), авторам сериала удалось вслед за Маркесом совместить несовместимое. «Рефлексия на тему исторических потрясений и судьбы целого народа в сериале гармонично переплетается с личными страхами, желаниями, метаниями, достижениями и трагедиями рода Буэндиа, а летопись одной семьи — с реальностью, выходящей за рамки обыденного восприятия. Всё это вместе складывается в портрет Колумбии — одновременно благородной и приземлённой, воинственной и чуткой, волшебной и потрёпанной, стойкой и страстной вплоть до одержимости».